# ホーエンアルトハイム
ホーエンアルトハイム (ドイツ語: Hohenaltheim) はドイツ連邦共和国バイエルン州シュヴァーベン行政管区のドナウ＝リース郡に属す町村（以下、本項では便宜上「町」と記述する）で、ネルトリンゲンに本部を置くリース行政共同体を構成する自治体の一つである。

## 地理
ホーエンアルトハイムはネルトリンガー・リースの南端に位置する。

### 自治体の構成
本市は、公式には8つの地区 (Ort) からなる。このうち小集落や孤立農場などを除く集落を以下に列記する。
- ホーエンアルトハイム
- ニーダーアルトハイム

## 歴史
ホーエンアルトハイムは878年に初めて文献上の記録が遺されている。1300年頃までは単にアルトハイムと呼ばれていた。1508年にアルトハイム家はその所領をエッティンゲン家に売却した。18世紀中頃からホーエンアルトハイムの城館は、初めはエッティンゲン＝エッティンゲン家、後にはエッティンゲン＝ヴァラーシュタイン家の夏の居館として利用された。1806年のライン同盟によってこの町はバイエルン領となった。1818年に自治体となったホーエンアルトハイムは1976年の市町村再編でニーダーアルトハイムと合併した。

### 人口推移
- 1970年 641人
- 1987年 575人
- 2000年 626人

## 行政
町長は、マルティナ・ゲットラーである。
町議会は8議席からなる。

### 紋章
図柄: 銀地に金の爪、赤い舌を持つ青い獅子の胴。前足に赤い小盾を持っている。この小盾は、中にさらに小さな青い盾型がありその四方に金色の兜型を配し、銀の斜め十字が対角線に描かれている。

## 見所
- 狩りの城（エッティンゲン＝ヴァラーシュタイン家の城）
- プロテスタントのヨハネス教会
- プフィスターの農家博物館
- チンク広場

## 経済と社会資本

### 教育
この町には2004年まで基礎課程学校があったが、その後は幼稚園があるだけである。

## 引用
1. ↑  https://www.statistikdaten.bayern.de/genesis/online?operation=result&code=12411-003r&leerzeilen=false&language=de Genesis-Online-Datenbank des Bayerischen Landesamtes für Statistik Tabelle 12411-003r Fortschreibung des Bevölkerungsstandes: Gemeinden, Stichtag (Einwohnerzahlen auf Grundlage des Zensus 2011)
2. ↑  Bayerische Landesbibliothek Online